# Cinclodes aricomae
Cinclodes aricomae е вид птица от семейство Furnariidae. Видът е критично застрашен от изчезване.

## Разпространение
Видът е разпространен в Боливия и Перу.